# Kurt Kuhlmey
Kurt Kuhlmey född 1913 i Insterburg, Ostpreussen (nuvarande Tjernachovsk i den ryska exklaven Kaliningrad), död 30 april 1993 i Bonn, Tyskland, var en tysk flygofficer och en av andra världskrigets mest kända flygare. Han erhöll i juli 1942 Riddarkorset av järnkorset.

## Biografi
Kuhlmey började sin flygkarriär som 15-åring när han började flyga glidflygplan. År 1932 fick han licens för glidflygning och började då träna flygning med motorflygplan. Han anslöt sig till Luftwaffe 1934 där han utbildades till stridspilot. 1936 placerades han vid 162:a störtbombardivisionen i Schwer, där han började flyga Junkers Ju 87.
Under krigsåren deltog hans enhet i strider i Polen, Norge, Frankrike, England och slutligen Finland, dit hans division anlände 12 juni 1944. Gefechtsverband Kuhlmeys insatser i Finland hade stor betydelse för utgången av fortsättningskriget, speciellt i de avgörande striderna i Tali och Ihantala.
Under tiden i Finland flög man också uppdrag till Estniska Narva Sinimäed fronten mellan Finska viken och Peipus sjön.
Mellan 1956 och 1971 var han generalmajor i det västtyska flygvapnet.
Vid hans begravning 1993 fanns också en krans "från ett tacksamt Finland".